# Шланли
Шланли́ (рос. Шланлы, башк. Шланлы) — село у складі Аургазинського району Башкортостану, Росія. Входить до складу Семенкинської сільської ради.
Населення — 702 особи (2010; 648 в 2002).
Національний склад:
- чуваші — 96%